# Antislavisme

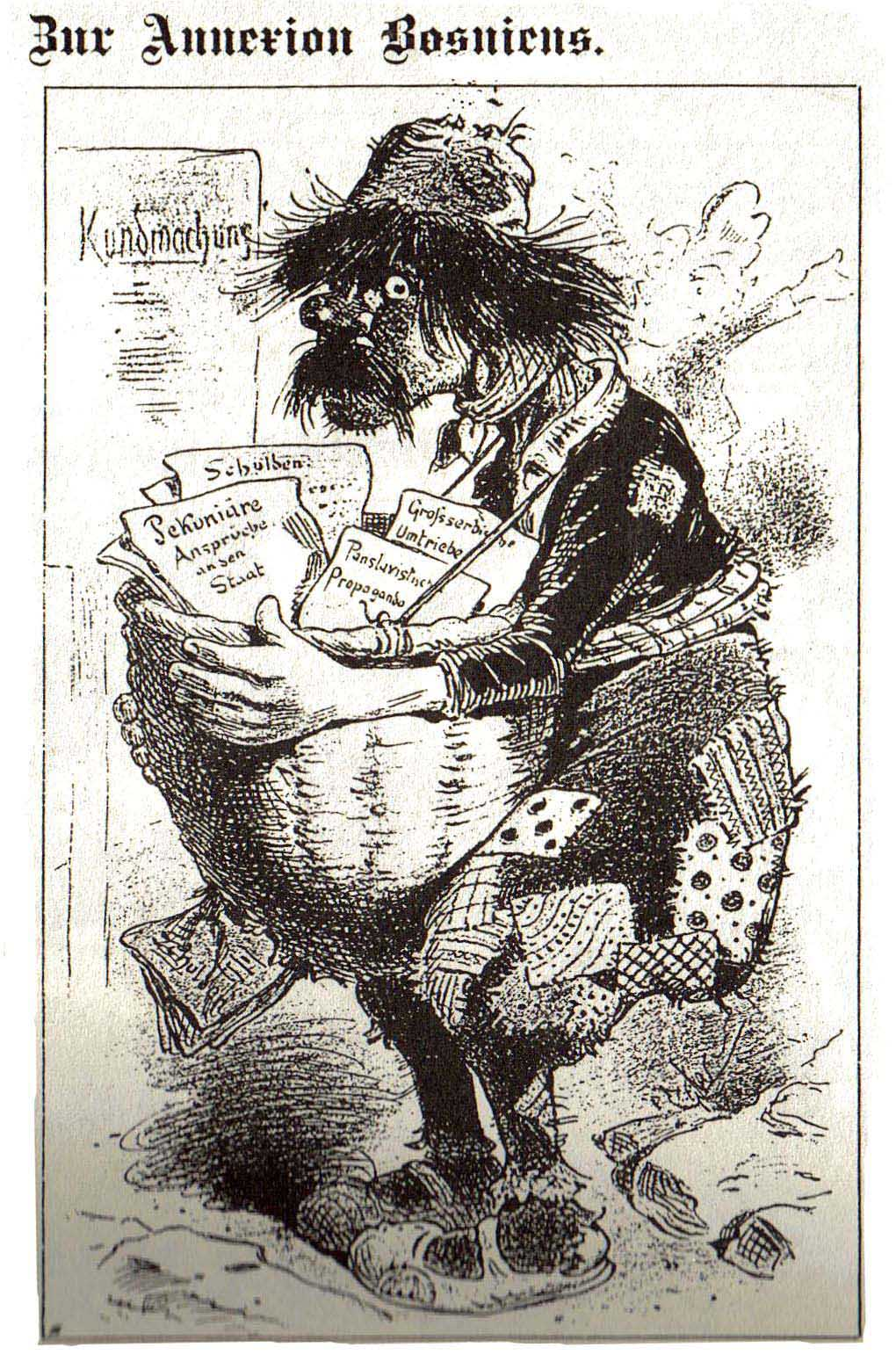
Caricature d'un Bosniaque dans le magazine humoristique autrichien Kikeriki. (1908)

 (janvier 2023).
Si vous disposez d'ouvrages ou d'articles de référence ou si vous connaissez des sites web de qualité traitant du thème abordé ici, merci de compléter l'article en donnant les références utiles à sa vérifiabilité et en les liant à la section « Notes et références ».
L'antislavisme est une idéologie développée chez les voisins des pays slaves, et particulièrement dans les pays germanophones voisins de pays slaves que sont l'Allemagne et l'Autriche.
L'antislavisme a été particulièrement prôné par le nazisme qui considérait les Slaves comme des untermenschen (« sous-hommes »), et particulièrement contre :
- les Tchèques, accusés d'opprimer la minorité allemande des Sudètes, ce qui amena l'annexion de la région par le Troisième Reich ;
- les Polonais, ce qui amena l'invasion de la Pologne par les Nazis (antipolonisme),
- les Ukrainiens, les Russes (antirussisme) ;
- Les Serbes (antiserbisme).

Les attitudes antislaves se retrouvent particulièrement dans les populations allemandes ou germanophones au contact des pays slaves.
Au début du XXIe siècle, cette attitude existait par exemple en Autriche, et particulièrement en Carinthie, de la part de la majorité germanophone encouragée par le gouverneur de Carinthie Jörg Haider, héritier de l'antislavisme allemand, contre la minorité slovène.
L'antislavisme était également présent chez les Magyars. En 1879, Céleste Courrière écrit dans Histoire de la littérature contemporaine chez les Slaves (G. Charpentier, Paris, p. 286) que les Magyars sont « plein de mépris pour le Slave en général, et surtout pour le Slovaque. Il les regarde comme des êtres inférieurs, grossiers et incultes. "Tóth nem ember" ["le Slave n'est pas un homme"] dit-il ».